# إيدا ويلز

شعار غوغل في 17 يوليو 2015، إحتفاء بذكرى الصحفية الأمريكية من أصل إفريقي، «السيدة إيدا بيل ويلز بارنيت» من أولى النساء الأمريكيات العاملين في المجال الإعلامي، وإحدى المدافعات عن حقوق الإنسان والمساواة في المجتمع الأمريكي.

إيدا بيل ويلز-بارنيت (بالإنجليزية: Ida Bell Wells-Barnett) المعروفة أكثر باسم إيدا ويلز، وهي صحفية أمريكية من أصل إفريقي، محررة صحيفة، ومنادية بمنح المرأة حق التصويت وعالمة اجتماع. وكانت واحدة من القادة الأوائل في حركة الحقوق المدنية في الولايات المتحدة. قامت ويلز بتوثيق الإعدام من دون محاكمة في الولايات المتحدة.
وُلدت ويلز في العبودية في هولي سبرينغز، ميسيسيبي، وحُررت بإعلان تحرير العبيد خلال الحرب الأهلية الأمريكية. في سن السادسة عشر فقدت كلًا من والديها وشقيقها الرضيع في وباء الحمى الصفراء 1878. وحافظت على سلامة بقية أفراد العائلة بمساعدة جدتها. انتقلت ويلز مع بعض إخوتها إلى ممفيس، تينيسي، حيث وجدت راتبًا أفضل كمدرسة. وسرعان ما أصبحت شريكة وكاتبة لصحيفة ممفيس فري سبيتش أند هيدلايت.
غطت تقارير ويلز أخبار حوادث الفصل العنصري وعدم المساواة. في التسعينات من القرن التاسع عشر، وثقت ويلز الإعدام التعسفي في الولايات المتحدة في لائحة أطلقت عليها «أهوال الجنوب: الإعدام الخارج القانون في جميع مراحله»، حققت في مزاعم البيض المتكررة بأن عمليات الإعدام التعسفي كانت مخصصة للمجرمين السود فقط. كشفت ويلز أن الإعدام هو ممارسة بربرية للبيض في الجنوب تستخدم لتخويف وقمع الأمريكيين من أصل أفريقي الذين خلقوا منافسة اقتصادية وسياسية -وتهديدًا لاحقًا بفقدان السلطة- بالنسبة للبيض. دمرت عصابة من البيض مكتب صحيفتها والمطابع لأن تحقيقها الصحفي نُشر على المستوى الوطني في الصحف المملوكة للسود.
بعد تعرضها لتهديدات مستمرة، غادرت ويلز ممفيس إلى شيكاغو. ثم تزوجت وكوّنت عائلة، وواصلت عملها في الكتابة والمناقشة والتنظيم لحركة الحقوق المدنية والحركة النسائية لبقية حياتها. كانت ويلز صريحة فيما يتعلق بمعتقداتها كناشطة من النساء السود وواجهت استنكارًا عامًا مستمرًا، بما في ذلك آراء القادة أصحاب وجهات النظر المختلفة في كل من حركة الحقوق المدنية وحركة تصويت النسوية. ومع ذلك كانت ناشطة في حركة حقوق المرأة وحركة التصويت النسوية، وأسست العديد من المنظمات النسائية البارزة. كانت ويلز متحدثة ماهرة ومقنعة وسافرت وطنيًا ودوليًا في جولات للمحاضرات.

## حياتها المبكرة
ولدت آيدا بيل ويلز في هولي سبرينغز، ميسيسيبي، في 16 يوليو 1862، كانت الطفل الأول لجيمس ويلز وإليزابيث «ليزي» (وارينتون). كان والد جيمس ويلز رجلاً أبيض قد أنجب من عبدة سوداء تدعى بيجي ابنًا أحضره قبل موته (حين بلغ 18 عامًا) إلى هولي سبرينغز ليصبح نجارًا متمرنًا، حيث طور مهارة وعمِل «كعبد مستأجر يعيش في المدينة». كانت تجربة ليزي كشخص مستعبد مختلفةً تمامًا. كواحدة من عشرة أطفال ولدوا في مزرعة في ولاية فرجينيا، بيعت ليزي بعيدًا عن أسرتها وإخوتها وحاولت تحديد مكان أسرتها بعد الحرب الأهلية ولكن دون جدوى.
أصبح والدها جيمس ويلز وصيًا في كلية شو (أصبحت الآن كلية راست). رفض التصويت للمرشحين الديمقراطيين خلال فترة إعادة الإعمار، وأصبح عضوًا في رابطة الموالين، وكان يعرف باسم «رجل العِرق» بسبب مشاركته السياسة والتزامه بالحزب الجمهوري. أسس شركة ناجحة للنجارة في هولي سبرينغز في عام 1867، وأصبحت زوجته ليزي معروفة باسم «الطاهية المشهورة».
كانت آيدا ب. ويلز واحدة من ثمانية أطفال لجيمس وليزي ويلز، انضمت لكلية السود التاريخية للفنون الليبرالية «كلية راست» في هولي سبرينغز (كلية شو سابقًا). وفي سبتمبر 1878، حدثت مأساة في عائلة ويلز عندما توفي والداها أثناء وباء الحمى الصفراء الذي أصاب شقيقها أيضًا. نجت ويلز لأنها كانت تزور مزرعة جدتها بالقرب من هولي سبرينغز في ذلك الوقت.
بعد جنازات والديها وشقيقها، قرر الأصدقاء والأقارب أنه ينبغي فصل إخوة ويلز الخمسة الباقين وإرسالهم إلى دور رعاية مختلفة. رفضت ويلز هذا الحل، للحفاظ على إخوتها الصغار معًا كعائلة، وجدت عملًا كمدرسة في مدرسة ابتدائية للسود في هولي سبرينغز، وبقيت جدتها من جهة الأب، بيجي ويلز، مع الأصدقاء والأقارب الآخرين، مع إخوتها ورعوهم خلال الأسبوع بينما كانت ويلز تدرّس.
ولكن بعد وفاة بيجي ويلز إثر سكتة دماغية ووفاة شقيقتها يوجينيا، قبلت ويلز دعوة عمتها فاني لإحضار شقيقتيها الباقيتين إلى ممفيس في عام 1883.

## مهنتها المبكرة ونشاطها في مكافحة التمييز
بعد فترة وجيزة من الانتقال إلى ممفيس، عُينت ويلز في وودستوك من قبل نظام مدارس مقاطعة شيلبي. وحضرت خلال إجازاتها الصيفية الدورات الصيفية في جامعة فيسك، وهي جامعة تاريخية للسود في ناشفيل. كما التحقت بكلية ليموين أوين، وهي كلية تاريخية للسود في ممفيس. كانت لديها آراء سياسية قوية واستفزت الكثير من الناس بآرائها حول حقوق المرأة.
في 4 مايو من عام 1884، أمر قائد قطار في شبكة السكك الحديدية بين تشيسابيك وأوهايو ويلز بتركها مقعدها في مقصورة السيدات من الدرجة الأولى والانتقال إلى مقصورة التدخين التي كانت مزدحمة بركاب آخرين. كانت المحكمة العليا قد حكمت في العام السابق ضد القانون الفيدرالي للحقوق المدنية لعام 1875 (الذي حظر التمييز العنصري في الأماكن العامة). دعم هذا الحكم شركات السكك الحديدية التي اختارت الفصل العنصري بين ركابها، عندما رفضت ويلز التخلي عن مقعدها، أخرجها الآمر ورجلان من المقصورة. اكتسبت ويلز شعبية في ممفيس عندما كتبت مقالاً في صحيفة «طريقة المعيشة»، وهي صحيفة أسبوعية لكنيسة للسود عن معاملتها في القطار، استأجرت في ممفيس محاميًا من أصل أفريقي لمقاضاة السكك الحديدية. عندما دفعت السكك الحديدية لمحاميها، استأجرت محامياً أبيض، وفازت بقضيتها في 24 ديسمبر 1884، ومنحتها دائرة المحكمة المحلية جائزة 500 دولار. استأنفت شركة السكك الحديدية الدعوى إلى محكمة تينيسي العليا التي نقضت قرار المحكمة الأدنى في عام 1887. وخلصت إلى: نرى أنه من الواضح أن غرض الدفاع الخاطئ كان المضايقة بالنظر لهذه القضية، وأن إصرارها لم يكن بنية حسنة غرضها الحصول على مقعد مريح لتلك الرحلة القصيرة. أُمرت ويلز بدفع تكاليف المحكمة. كشف رد فعلها على قرار المحكمة العليا عن قناعاتها القوية بالحقوق المدنية والإيمان الديني، حيث ردت قائلة: «شعرت بخيبة أمل كبيرة لأنني تمنيت أن تُحقق دعوتي أشياء العظيمة جدًا لشعبي... يا إلهي!، ألا توجد عدالة لنا في هذه الأرض؟!».
مع استمرارها في التدريس في المدرسة الابتدائية، أصبحت ناشطًة بشكل متزايد كصحفية وكاتبة. عُرض عليها وظيفة التحرير في جريدة إفنيغ ستار في واشنطن العاصمة، وبدأت في كتابة مقالات أسبوعية لصحيفة «طريقة المعيشة» الأسبوعية باسم مستعار «لولا». كتبت مقالات تهاجم سياسات جيم كرو العنصرية. في عام 1889، أصبحت محررة وشريكة مع جيه إل فليمنج لصحيفة The Free Speech and Headlight، وهي صحيفة مملوكة للسود أسسها القس تايلور نايتنجيل ومقرها في كنيسة بيل ستريت المعمدانية في ممفيس.
طُردت ويلز من منصبها التدريسي عام 1891 من قبل مجلس التعليم في ممفيس بسبب مقالاتها التي انتقدت الظروف في مدارس السود في المنطقة. كانت مدمَّرة لكنها ظلت شجاعة، وركزت طاقتها على كتابة المقالات في «طريقة المعيشة» و The Free Speech and Headlight.
اعتبرت ويلز امرأة ناجحة احترمت جيدًا في المجتمع. كانت تنتمي إلى الطبقة الوسطى التي اعتبرت في ذلك الوقت نادرة بالنسبة للنساء وخاصةً النساء ذات البشرة السوداء.

## حملة مكافحة الإعدام التعسفي والصحافة الاستقصائية

### الإعدام التعسفي في شارع المنحنى في ممفيس
في عام 1889، افتتح مالك أسود يدعى توماس موس «بقالة الشعب» في حي جنوب ممفيس مسمى «المنحنى». كانت ويلز مقربة من موس وأسرته، فقد وقفت كأم عرابة لطفله الأول. حقق متجر موس أداءً جيدًا ونافس متجر بقالة في الشارع لرجل أبيض يدعى وليام باريت.
في الثاني من مارس عام 1892، كان صبي أسود صغير اسمه أرمور هاريس يلعب بلعبة من الرخام مع صبي أبيض صغير يدعى كورنيليوس هيرست أمام بقالة الشعب. دخل الصبيان في خلاف وقتال خلال اللعبة. عندما بدأ الفتى الأسود هاريس بالفوز في المعركة، تدخل والد كورنيليوس هورست وبدأ بسحق هاريس. شاهد موظفو بقالة الشعب «وليام ستيوارت وكالفين ماكدويل» القتال وهرعوا للخارج للدفاع عن هاريس الصغير من هورست البالغ، فتجمع الناس في الحي ليتحول القتال إلى «عصابات مشحونة عنصريًا».
في اليوم التالي (3 مارس) 1892 عاد البقال الأبيض باريت إلى بقالة الشعب مع نائب شريف مقاطعة شيلبي باحثًا عن ويليام ستيوارت. لكن كالفين ماكدويل الذي استقبل باريت أوضح أن ستيوارت لم يكن حاضراً. لم يرضَ باريت عن هذا الرد وكان محبطًا من أن بقالة الشعب كانت تنافس متجره. صرخ باريت غاضبًا من ذكرى اليوم السابق بأن «السود كانوا لصوصًا» وضرب ماكدوي بمسدس، فانتزع ماكدويل المسدس وأطلق النار على باريت وكاد أن يصيبه. قُبض على ماكدويل لاحقًا ولكن أطلق سراحه فيما بعد.
في 5 مارس 1892، هاجمت مجموعة مكونة من ستة رجال بيض بمن فيهم نائب عميد الشرطة بقالة الشعب بعربات الشارع الكهربائية، قوبلت مجموعة الرجال البيض بوابل من الرصاص من بقالة الشعب، وأصيب نائب رئيس مقاطعة شيلبي تشارلي كول، وكذلك المدني بوب هارولد. أُقيل المئات من البيض على الفور تقريبًا لإخماد ما كان ينظر إليه في صحيفتي ميمفيس«كوميرشل» و«أبيل أفلانش» كتمرد مسلح للرجال السود في ممفيس.
اعتبر توماس موس، ساعي البريد بالإضافة إلى كونه صاحب بقالة الشعب، كمتآمر مع ماكدويل وستيوارت. أُلقي القبض على الرجال الثلاثة وسجنوا في انتظار المحاكمة.
حوالي الساعة 2:30 صباح يوم 9 مارس 1892، قام 75 رجلاً يرتدون أقنعة سوداء بأخذ موس وماكدويل وستيوارد من زنازنتهم في سجن شيلبي كاونتي إلى سكك تشيسابيك وأوهايو الحديدية على بعد ميل واحد شمال المدينة وتم قتلهم رميًا بالرصاص.

كتبت جريدة ممفيس أبيل أفالانش تقريرًا تقول فيه:
عزيزتي الآنسة ويلز:
اسمحي لي أن أتقدم لك بالشكر على مقالتك المخلصة حول الإعدام التعسفي البغيض الذي يُمارس الآن بشكل عام ضد الأشخاص الملونين في الجنوب. لا توجد كلمة مساويةً لها في قوة الإقناع. لقد تحدثت، ولكن كلامي ضعيف بالمقارنة... مع أمرأة شجاعة!
فريدريك دوغلاس (1895)
قبل موته، قال موس للحشد: «قل لشعبي أن يتجهوا غربًا، لا توجد عدالة هنا».
بعد إعدام أصدقائها، كتبت ويلز في The Free Speech and Headlight تحث السود على ترك ممفيس: «ولهذا، لم يتبق سوى شيء واحد نقوم به؛ توفير أموالنا وترك مدينة لا تحمي أرواحنا ولا ممتلكاتنا، ولا تمنحنا محاكمة عادلة في المحاكم، بل تُخرجنا وتقتلنا بدم بارد عندما يتهمنا البيض».
قاد الحدث ويلز للبدء في التحقيق في عمليات الإعدام باستخدام تقنيات التحقيق الصحفي. بدأت في إجراء مقابلات مع أشخاص مرتبطين بالقتل، بما في ذلك الإعدام في تونيكا، ميسيسيبي، في عام 1892 حين استنتجت أن والد شابة بيضاء قد استعان بعصابة إعدام لقتل رجل أسود كانت تنام معه لإنقاذ سمعة ابنته.
في مايو 1892، نشرت ويلز افتتاحية تدحض ما أسمته «الكذبة القديمة المبتذلة بأن الرجال الزنوج يغتصبون النساء البيض. إذا لم يكن الرجال الجنوبيون حذرين، فقد يتم التوصل إلى استنتاج مضر للغاية عن السمعة الأخلاقية لنسائهم». أحرق مكتب صحيفتها حتى الأرض، ولم تعد مطلقًا إلى ممفيس.

## القيادة الأفريقية الأمريكية
أشاد فريدريك دوغلاس، زعيم الحقوق المدنية للأمريكيين الأفارقة المعترف به في القرن التاسع عشر، بعمل ويلز، وقدم لها العروض والدعم المالي أحيانًا لدعم تحقيقاتها. ربما كانت ويلز في ذروة شهرتها السيئة عند وفاة دوغلاس في عام 1895؛ إذ تناقضت آراء العديد من الرجال والنساء بشأن تولي امرأة زمام المبادرة في الحقوق المدنية للسود أو كانوا ضد ذلك؛ وذلك في وقت لم يُنظر فيه إلى النساء -وغالبًا لم يُسمح لهن- على أنهن قادة في المجتمع الأوسع. غالبًا ما نظرت بعض الأصوات الرائدة الجديدة، مثل بوكر تي. واشنطن ومنافسه ودبليو. إي. بي. دو بويز، وبعض الناشطات الأكثر تقليدية في التفكير، إلى ويلز على أنها متطرفة للغاية.
انخرطت ويلز بالآخرين وتعاونت معهم أحيانًا، ولكنهم لم يتوافقوا بشكل دائم، بينما تنافسوا أيضًا على جذب الاهتمام لأفكارهم وبرامجهم، فعلى سبيل المثال، كان هناك اختلاف في الآراء حول سبب استبعاد اسم ويلز من القائمة الأصلية لمؤسسي الجمعية الوطنية للنهوض بالملونين. أشار دو بويز في سيرته الذاتية بعنوان غسق الفجر، إلى اختيار ويلز لعدم ذكرها فيها، ولكنها صرحت في سيرتها الذاتية أن دو بويز تعمد استبعادها من القائمة.

## التنظيم في شيكاغو
واصلت ويلز عملها المناهض للإعدام التعسفي بعد أن استقرت في شيكاغو، وأصبحت أكثر تركيزًا على الحقوق المدنية للأمريكيين الأفارقة. عملت مع قادة الحقوق المدنية الوطنية للاحتجاج على معرض كبير، وكانت نشطة في حركة النوادي النسائية الوطنية، وترشحت في النهاية لمجلس شيوخ ولاية إلينوي. كانت أيضًا متحمسة من أجل حقوق المرأة والاقتراع، وكانت متحدثة باسم المرأة وداعية لنجاحها في مكان العمل، وتكافؤ الفرص، وخلق اسم لأنفسهن.
كانت ويلز عضوًا نشطًا في الرابطة الوطنية للمساواة في الحقوق، التي تأسست في عام 1864، وكان ممثلهم الذي دعا الرئيس وودرو ويلسون إلى إنهاء التمييز في الوظائف الحكومية. شغلت ويلز منصب رئيس مكتب الرابطة الوطنية للمساواة في الحقوق في شيكاغو في عام 1914.

### المعرض الكولومبي العالمي
أقيم المعرض الكولومبي العالمي في شيكاغو في عام 1893. نظمت ويلز، جنبًا إلى جنب مع فريدريك دوغلاس وقادة سود آخرين، حملة مقاطعة السود للمعرض، وذلك بسبب افتقار المعرض إلى تمثيل الإنجازات الأمريكية الأفريقية في المعارض. كتب كل من دوغلاس، وويلز، وإيرفين غارلاند بين، وزوج ويلز المستقبلي فرديناند إل. بارنيت، أقسامًا من كتيب السبب وراء عدم وجود الأمريكيين الملونين في المعرض الكولومبي العالمي، والذي عرض بالتفصيل التقدم الذي أحرزه السود منذ وصولهم إلى أمريكا؛ وكشفوا أيضًا عن أسس عمليات الإعدام التعسفي في الجنوب. أبلغت ويلز لاحقًا ألبيون دبليو. تورجي عن توزيع نسخ من الكتيب على أكثر من 20 ألف شخص في المعرض. بدأت العمل في ذلك العام مع صحيفة ذي شيكاغو كونسيرفيتور، وهي أقدم صحيفة أمريكية أفريقية في المدينة.

### النوادي النسائية
عاشت ويلز في شيكاغو في أواخر القرن التاسع عشر، وكانت ناشطة جدًا في حركة النادي النسائي الوطني. نظمت في عام 1893 صحيفة نادي ذي وومانز إيرا، وهو أول نادٍ مدني من نوعه للنساء الأمريكيات من أصل أفريقي في شيكاغو. تغير اسمه لاحقًا إلى نادي إيدا بي. ويلز تكريمًا لها. شاركت ويلز في عام 1896 في الاجتماع الذي عقد في واشنطن العاصمة، والذي أسّس الرابطة الوطنية لنوادي النساء الملونات. واصل نادي إيدا بي. ويلز العمل بعد وفاتها. دعا النادي إلى إنشاء مشروع إسكان في شيكاغو يحمل اسم المؤسسة، إيدا بي. ويلز، ونجح في ذلك، وصنع التاريخ في عام 1939 كأول مشروع إسكان سمي على اسم امرأة ملونة. ساعدت ويلز أيضًا في تنظيم المجلس القومي الأفريقي الأمريكي حيث شغلت منصب السكرتير الأول للمنظمة.
تلقت ويلز دعمًا كبيرًا من ناشطين اجتماعيين آخرين وزميلاتها في النادي. أشاد فريدريك دوغلاس بعملها، وقال: «لقد قدمت خدمة لي ولشعبك. كم كشفت لي كتابتك عن الظروف الحالية».
أصبحت ويلز شخصية مثيرة للجدل بين الأندية النسائية المحلية والوطنية على الرغم من إشادة دوغلاس. كان هذا واضحًا عندما كانت الرابطة الوطنية لنوادي النساء الملونات تخطط للاجتماع في شيكاغو في عام 1899؛ إذ كتبوا إلى رئيسة الجمعية ماري تيريل أن منظمي الحدث في شيكاغو صرحوا أنهم لن يتعاونوا في الاجتماع إذا شمل ويلز. علمت ويلز أن تيريل وافقت على استبعادها من الاجتماع، ووصفت ما حدث بأنه «ضربة مروعة».

### الفصل في المدرسة
غضبت ويلز عندما نشرت صحيفة شيكاغو تريبيون سلسلة من المقالات التي تشير إلى تبني نظام الفصل العنصري في المدارس العامة في عام 1900. كتبت إلى الناشر، انطلاقًا من تجربتها كمدرسة في أنظمة الفصل العنصري في الجنوب، عن إخفاقات أنظمة المدارس المنفصلة ونجاحات المدارس العامة المتكاملة. ذهبت بعد ذلك إلى مكتبه وضغطت عليه. لم تكن ويلز راضية عن ذلك، ووظّفت المصلح الاجتماعي جين أدمز في قضيتها. يرجع الفضل إلى ويلز ومجموعة الضغط التي شكلتها مع آدمز في وقف تبني نظام مدرسي منفصل بشكل رسمي.

## من «محرضة عرقية» إلى مرشحة سياسية
وضعت الحكومة الأمريكية ويلز تحت المراقبة خلال الحرب العالمية الأولى، ووصفتها بأنها «محرضة عرقية». تحدت هذا التهديد من خلال الاستمرار بالعمل في مجال الحقوق المدنية خلال هذه الفترة مع شخصيات مثل ماركوس غارفي، ومونرو تروتر، وسارة ووكر. كتبت ويلز في عام 1917 سلسلة من التقارير الاستقصائية لصالح شيكاغو ديفندر عن أعمال الشغب في شرق سانت لويس. ذهبت ويلز بعد حوالي ثلاثين عامًا بأول رحلة لها إلى الجنوب في عام 1921 للتحقيق ونشر تقرير عن مذبحة إيلين في أركنساس. نُشر التقرير لاحقًا في عام 1922.
شاركت في عشرينيات القرن الماضي في النضال من أجل حقوق العمال الأمريكيين من أصل أفريقي؛ وحثت منظمات النساء السود على دعم جماعة أخوية حمالي عربات النوم، بسبب محاولتها في اكتساب الشرعية. خسرت رئاسة الجمعية الوطنية للنساء الملونات في عام 1924 أمام السيدة ماري بيثون الأكثر دبلوماسية. قررت ويلز تحدي ما اعتبرته من مشاكل الأمريكيين الأفارقة في شيكاغو، فأنشأت منظمة سياسية تسمى النادي السياسي النسائي في حي وارد الثالث في عام 1927. حاولت أن تصبح مندوبة في المؤتمر الوطني للحزب الجمهوري لكنها خسرت أمام أوسكار دي بريست في عام 1928. اختلطت مشاعرها تجاه الحزب الجمهوري بسبب رأيها في موقف إدارة هوفر السيئ من الحقوق المدنية، ومحاولة الترويج لسياسة «ليلي وايت» في المنظمات الجمهورية الجنوبية. سعت ويلز دون جدوى للحصول على منصب انتخابي في عام 1930، وخوض الانتخابات كمرشحة مستقلة عن مقعد في مجلس شيوخ إلينوي ضد مرشح الحزب الجمهوري أدلبرت روبرتس.

## التأثير على النشاط النسوي الأسود
أوضحت ويلز-بارنيت أن الدفاع عن شرف النساء البيض سمح للرجال البيض في الجنوب بالإفلات من القتل من خلال عرض تاريخهم الخاص من العنف الجنسي على الرجال السود. أظهرت دعوتها لمساءلة جميع الأعراق والجندر عن أفعالهم أن النساء الأمريكيات من أصول أفريقية قادرات على التحدث علنًا والكفاح من أجل حقوقهن. عملت على إظهار ارتباط التمييز العنصري والجندري من خلال تصوير أهوال الإعدام التعسفي، مما يعزز قضية السود النسوية.

## وصلات خارجية
- إيدا ويلز على موقع الموسوعة البريطانية (الإنجليزية)
- إيدا ويلز على موقع إن إن دي بي (الإنجليزية)
- إيدا ويلز على موقع ديسكوغز (الإنجليزية)

- Online books
- مصادر في مكتبتك
- مصادر في مكتبات أخرى

- Online books
- مصادر في مكتبتك}
- مصادر في مكتبات أخرى

- مؤلفات إيدا ويلز في مشروع غوتنبرغ
- أعمال إيدا ويلز في ليبري فوكس
- Booknotes interview with Linda McMurry on To Keep the Waters Troubled: The Life of Ida B. Wells, September 26, 1999.